# Graciano Sánchez, Chiapas
Graciano Sánchez är en ort i Mexiko.   Den ligger i kommunen Palenque och delstaten Chiapas, i den sydöstra delen av landet, 800 km öster om huvudstaden Mexico City. Graciano Sánchez ligger 281 meter över havet och antalet invånare är 354.
Terrängen runt Graciano Sánchez är huvudsakligen kuperad, men österut är den platt. Runt Graciano Sánchez är det ganska glesbefolkat, med 34 invånare per kvadratkilometer. Närmaste större samhälle är Cristóbal Colón, 14,3 km sydost om Graciano Sánchez. I omgivningarna runt Graciano Sánchez växer i huvudsak städsegrön lövskog.